# Коттер, Франц
Франц Коттер (нем. Franz Kotter; 1813, Грестен — 26 августа 1886, Кремс-ан-дер-Донау) — австрийский юрист, доктор права, профессор, ректор Львовского университета в 1850—1851 и 1871—1872 годах.

## Биография
В 1836 году окончил Венский университет, в 1838 году получил степень доктора права. С 1840 года преподавал уголовное право в Венском университете, в 1842 году был назначен профессором; одновременно в 1841—1842 гг. преподавал в Терезиануме. В 1842 году занял кафедру канонического и римского права юридического факультета Львовского университета. Эту должность он занимал до 1857 года, когда был переведён в Пештский университет. В 1863 году он вновь вернулся к преподаванию во Львовском университете и преподавал до 1874 года.
Академический сенат Львовского университета дважды выбирал Франца Коттера ректором университета (1850—1851 и 1871—1872). В связи с этим в 1872 году по должности занял место депутата Галицкого Сейма.
Кавалер ордена Франца Иосифа (1854) и ордена Железной короны III класса (1872).